# Guemar
Guemar (em árabe: ﻗﻤﺎر) é uma cidade e comuna localizada na província de El Oued, Argélia. Segundo o censo de 2008, a população total da cidade era de 39 168 habitantes.